# 殿谷みな子
殿谷 みな子（とのがい みなこ、1951年3月3日 -）は、日本の作家、SF作家。夫は作家・評論家の石川好。

## 来歴
徳島県那賀郡鷲敷町（現・那賀町）出身。武蔵大学人文学部卒業、同大学院人文科学研究科修士課程修了。
大学時代に書いた小説が、檀一雄、林富士馬らの同人誌『ポリタイア』に掲載される。
1977年に処女出版『求婚者の夜』を刊行。同書が1979年にハヤカワ文庫に収録され、以降、主に『SFマガジン』に多数の幻想的な短編を発表。
1986年の『いつかあなたを見失う』以降は、幻想色のない普通小説を主に発表している。

## 著書
- 求婚者の夜 れんが書房新社, 1977.2（のち、ハヤカワ文庫, 1979.7）
- 新お伽話 早川書房, 1982.1
- 春はタイム・マシンに乗って 早川書房, 1986.6
- いつかあなたを見失う 集英社, 1988.6
- アローン・トゥギャザー 集英社, 1989.8
- 飯喰わぬ女 れんが書房新社, 1990.4
- 揺れる心を見せないで 集英社, 1991.1
- 鬼の腕 殿谷みな子作品集 れんが書房新社, 1999.9
- 着地点 れんが書房新社, 2003.8
- 私の祖父の息子 れんが書房新社 2009.5
- 火を噴く山が憶えていること 花伝社 2022.9